# Antonio Colacino
Antonio Colacino, detto Gorigoro (Tiriolo, 1787 – 29 febbraio 1811), è stato un brigante italiano.

## Biografia
Antonio Colacino nacque a Tiriolo (in provincia di Catanzaro) in un'umile famiglia e fu uno dei capi di una banda di circa 300 briganti responsabile delle rivolte di Tiriolo e Gimigliano. La banda minacciò più volte la città di Catanzaro, al punto che la città non poteva più aprire le porte. Perfidi e sanguinari, massacrarono, incendiarono e violarono. Nel gennaio 1811, l'aiutante generale Giuseppe Iannelli perseguitò tale banda, la disperse e alcuni furono presi mentre altri perirono. Antonio Colacino morì il 29 febbraio 1811 all'età di 24 anni.

## Altri capi della banda
- I fratelli Domenico e Tommaso Puccio (ucciso il 20 gennaio 1811, rispettivamente di anni 20 e 22);
- Vincenzio Crocerio (ucciso il 21 settembre 1811 all'età di 30 anni);
- Gaetano Curcio (ucciso il 8 novembre 1811, all'età di 36 anni);
- Giuseppe Gallo (ucciso il 30 gennaio 1811 all'età di 28 anni).